# Giovanni Balducci
Pour les articles homonymes, voir Balducci.

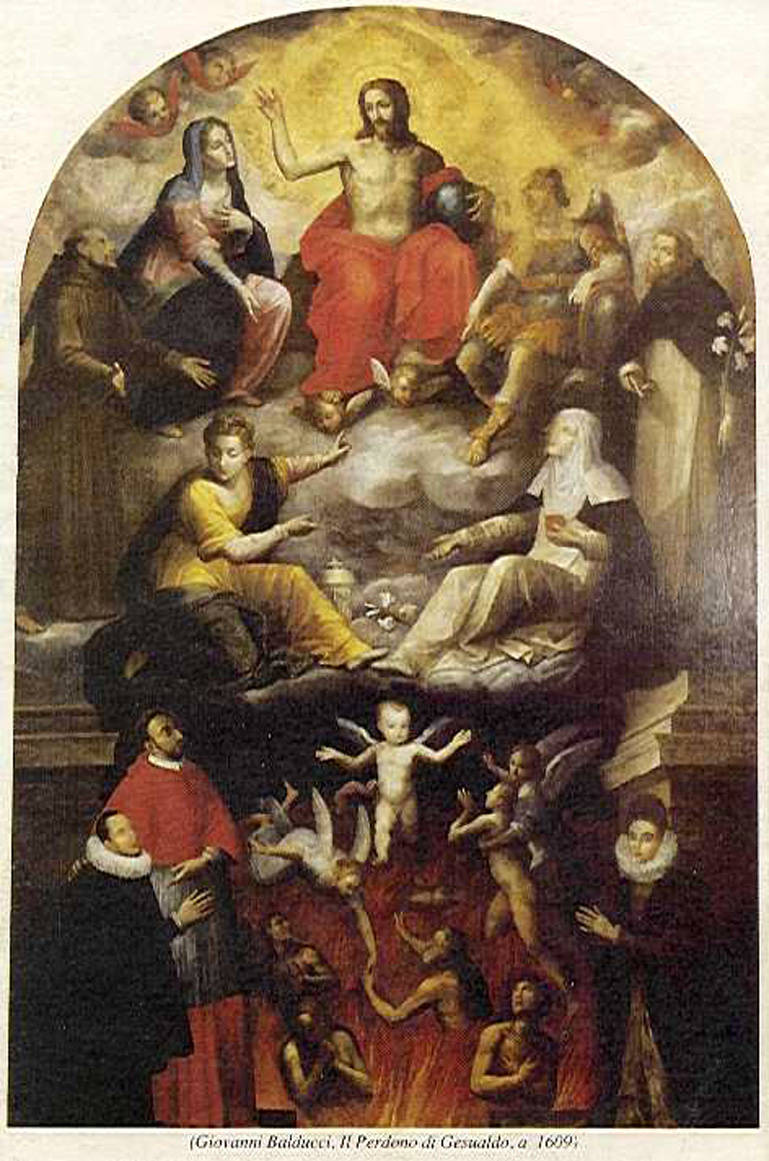
Le Pardon de Gesualdo (1609).

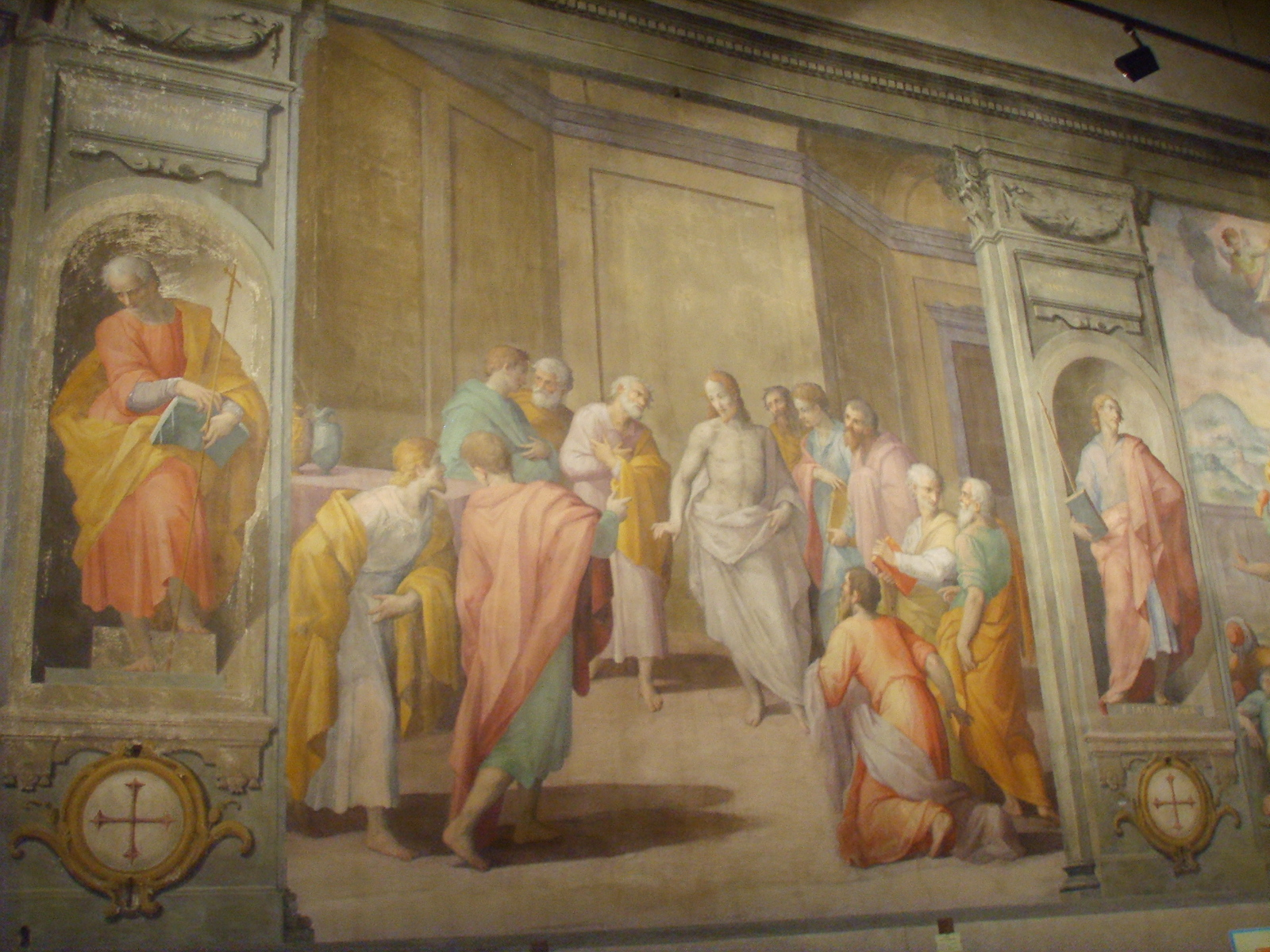
Souper à Emmaus, fresque de l'Oratorio di Gesù Pellegrino, Florence.

Giovanni Balducci dit il Cosci (Florence, 1560 - Naples, après 1631), est un peintre italien de la fin du XVIe et du début du XVIIe siècle se rattachant à l'école florentine.

## Biographie
Giovanni Balducci, appelé Il Cosci d'après son oncle maternel, (v. 1560 - v. 1600) est un peintre maniériste italien. Né à Florence, il a été formé par Giovanni Battista Naldini. C'est l'un des collaborateurs de Vasari et de Federico Zuccari (1575-1579) qui a travaillé à la décoration (fresque du Jugement dernier) du dôme de la cathédrale de Florence, Santa Maria del Fiore, commandée pour le mariage de Ferdinand Ier de Médicis, grand-duc de Toscane. Il a également aidé Alessandro Allori dans la décoration de la Galerie Vasari de la Galerie des Offices. En 1590, il se rendit à Rome, où il a été pris sous la protection des Médicis, notamment de celle du cardinal Alexandre de Médicis, pour lequel il a travaillé pendant un certain temps. Il a été reçu, à la fois à Florence et à Rome, par le cardinal Alexandre de Médicis, devenu plus tard souverain pontife sous le nom de Léon XI. Il a exécuté un certain nombre d'œuvres à Naples, où il est mort plus tard, dont les fresques du couvent Notre-Dame-du-Carmel (Santa Maria del Carmine).

## Œuvres
- Christine prenant congé de sa grand-mère Catherine de Médicis en France, dessin.
- Étude pour deux femmes, craie blanche sur papier bleu.
- La Première Pâque, précédant l'exode d'Égypte, huile sur cuivre.
- Marie-Madeleine pénitente dans un paysage, huile sur bois (1603).
- Cène , peinture exposée dans l'abside de la cathédrale Santa Maria del Fiore, au-dessus du cercueil de saint Zénobe de Florence[1].
- Le Christ et la femme adultère, pierre noire.
- Bethsabée au bain, plume, encre brune, tracé préparatoire à la pierre noire, musée des Beaux-Arts de Marseille, issu de la collection Juan de Beistegui répartie entre les musées français.
- Le Dîner d'Emmaus, fresque.
- Le Pardon de Carlo Gesualdo (1609).
- Le Martyre de saint Pierre de Vérone (1610), basilique Santa Maria della Sanità, Naples.

## Source de traduction
- (en) Cet article est partiellement ou en totalité issu de l’article de Wikipédia en anglais intitulé « Giovanni Balducci » (voir la liste des auteurs) dans sa version du 18 avril 2007.